# Ibipeba
Ibipeba é um município brasileiro no centro-norte do estado da Bahia.
Os nascidos em Ibipeba são ibipebenses. Foi fundado no local do dia 19 de setembro de 1961 Pelo Lei n° 1482.

## Etimologia
O nome "Ibipeba" tem origem na família linguística tupi-guarani e significa "terra baixa" (yby = terra, peba = baixa), fazendo referência à planície onde se encontra a sede do município.

## História
No ano de 1884, um grupo de caçadores liderado por José Antônio Alves Barreto avistou, na região onde hoje está situada Ibipeba, um rebanho de bodes e uma lagoa cercada por um capim conhecido como Tiririca. Como resultado, deram ao local o nome inicial de Tiririca do Bode. Na época, essas terras faziam parte do município de Xique-Xique e, aos poucos, começaram a ser colonizadas pelos primeiros habitantes, incluindo José Antônio Alves Barreto, o velho Reginaldo, Henrique E. Ferreira, Aquiles Durâes, Liberino Ferreira, Venceslau Herculano, suas respectivas esposas e famílias.
Após a formação do povoado, o primeiro professor a chegar foi Arão de Souza, seguido pela fundação da Agência dos Correios e Telégrafos em 24 de junho de 1927, tendo José de Souza Pereira, conhecido como Zuzão, como o primeiro funcionário responsável.
O nome do local foi posteriormente alterado para Tiririca do Assuruá, uma vez que passou a fazer parte do município de Gameleira do Assuruá, com sede em Santo Inácio. Mais tarde, a região passou a pertencer ao município de Gentio do Ouro.
Finalmente, em 19 de setembro de 1961, foi criado o município de Ibipeba, desmembrado de Gentio do Ouro, por meio da Lei Estadual nº 1482, publicada no Diário Oficial do Estado em 20 de setembro de 1961.

## Geografia
Em 2022, a área da unidade territorial do município era de 1.382,008 km², abrangendo tanto áreas urbanas quanto rurais.
No que se refere à hierarquia urbana, o local é classificado como Centro Local.
Sua região de influencia esta vinculada a Irecê - Centro Sub-regional A (3A).
Desde 2021, o município pertence à região intermediária e imediata de Irecê.
Em relação à mesorregião e microrregião, esta situada na região Centro Norte Baiano, com a microrregião de Irecê.

### Relevo e hidrografia
A região apresenta uma composição marcada pela Chapada de Irecê e pelas Serras da Borda Ocidental ao Planalto da Diamantina. Essas formações concedem à paisagem uma topografia levemente ondulada e fortemente ondulada na área de Mirorós, caracterizando assim o relevo local.  
A bacia hidrográfica presente é a do Rio São Francisco, cujo rio principal na área é o Rio Verde.
No que diz respeito às represas, destacam-se as barragens de Mirorós e Iguitú.

### Clima
Apresenta um clima característico do tipo semiárido, com variações de temperatura ao longo do ano. A temperatura média anual varia de 17,9 °C no período mais frio a 27,6 °C no período mais quente, com uma média geral de 22,2 °C. As chuvas são concentradas principalmente nos meses de novembro a janeiro.
A pluviosidade anual nessa área varia bastante, com uma média de 617 mm, mas podendo chegar a 1.178 mm nos anos mais chuvosos e diminuir para 342 mm em períodos de seca.

### Ecologia e meio ambiente
A vegetação da região é composta por Caatinga arbórea aberta, sem a presença de palmeiras.
O solo predominante na região é o Latossolo Vermelho-Amarelo Distrófico, o Litossolo Vermelho-Amarelo Distrófico, o Latossolo Vermelho-Amarelo Estrófico e o Cambissolo Eutrófico.

## Demografia
O último censo realizado em 2010, indica que a população era de 17.008 pessoas.
A densidade demográfica, em 2010 do município era de 12,29 habitantes por Km².

### Religião
Em 2010, a população municipal esta composta por 11.666 católicos, 2.350 evangélicos e 213 espíritas.

## Política e administração
Desde 1° de Janeiro de 2025, o prefeito de Ibipeba é Rhallber Vieira De Sousa, do Partido Social Democrático (PSD), eleito em 7 de outubro de 2024 para cumprir o mandato no poder executivo de 1° de janeiro de 2025 a 31 de dezembro de 2028. Foram eleitos onze vereadores, sendo seis do PSD, dois do Partido Socialista Brasileiro (PSB) e dois do Avante.

## Economia
Em 2020, o Produto Interno Bruto (PIB) per capita foi de R$ 8.723,53.
Em relação às receitas, em 2015, dependia de fontes externas, com 93,8% do total de suas receitas provenientes de recursos vindos de fora.
O Índice de Desenvolvimento Humano Municipal (IDHM), em 2010, foi de 0,616.
No ano de 2017, o total de receitas realizadas foi de R$ 37.451,440.
No mesmo período, as despesas empenhadas totalizaram R$ 36.727,800.

## Infraestrutura

### Saúde
Em 2009 o local contava com 12 estabelecimentos do sistema único de saúde (SUS).

### Educação
No ano de 2010, a taxa de escolarização para crianças de 6 a 14 anos de idade foi de 97,6%.
Em relação ao Índice de Desenvolvimento da Educação Básica (IDEB), a pontuação alcançada nos anos iniciais do ensino fundamental na rede pública, em 2021, foi de 5,0. Já nos anos finais do ensino fundamental, também na rede pública, o IDEB foi de 4,6.
No ano de 2021, o número de matrículas no ensino fundamental foi de 2.086, já no ensino médio, houve um total de 584 matrículas.
Quanto ao corpo de professores, o local contava com 144 professores para o ensino fundamental e 22 professores no ensino médio em 2021.
Em termos de infraestrutura escolar, possuía 20 escolas para o ensino fundamental e 2 escolas para o ensino médio em 2021.